# Jochen Nickel
Jochen Nickel (Witten, 10 aprile 1959) è un attore tedesco.

## Vita privata
È stato sposato dal 1995 al 2003 con l'attrice Frauke-Ellen Moeller da cui ha avuto una figlia, Lu-Lana (1995).
Vive in Spagna con la sua compagna, l'attrice Sonja Kirchberger.

## Filmografia parziale

### Cinema
- Moon 44 - Attacco alla fortezza (Moon 44), regia di Roland Emmerich (1990)
- Stalingrad, regia di Joseph Vilsmaier (1993)
- Schindler's List - La lista di Schindler (Schindler's List), regia di Steven Spielberg (1993)
- Schlafes Bruder, regia di Joseph Vilsmaier (1995)
- Im Juli (Im Juli.), regia di Fatih Akın (2000)
- Felix - Il coniglietto giramondo (Felix - Ein Hase auf Weltreise), regia di Giuseppe Laganà (2005) (voce)
- Wir sind die Nacht, regia di Dennis Gansel (2010)
- La banda dei coccodrilli - Tutti per uno (Vorstadtkrokodile 3), regia di Wolfgang Groos (2011)

### Televisione
- Il nostro amico Charly - serie TV, 1 episodio (2010)
- Lutter - serie TV, 6 episodi (2007 - 2010)
- Add a Friend - serie TV, 5 episodi (2013)
- SOKO – Der Prozess - miniserie TV (2013)

## Doppiatori italiani
- Sandro Iovino in Stalingrad, Schindler's List - La lista di Schindler
- Fabrizio Plateroti in Felix - Il coniglietto giramondo (Yeti)